# Isa Alibali
Isa Alibali (ur. 26 stycznia 1940 w Szkodrze, zm. 19 września 2018 tamże) – albański aktor i pisarz.

## Życiorys
W 1960 ukończył studia z zakresu języka i literatury albańskiej na Uniwersytecie Tirańskim. Po studiach pracował jako nauczyciel w okręgu Mirdita. Pełnił funkcję pierwszego dyrektora gimnazjum w Rrëshenie, a  następnie inspektora kulturalno-oświatowego w Szkodrze. W latach 1967–1982 kierował Teatrem Migjeni w Szkodrze, z przerwą w latach 1969–1972, kiedy pełnił funkcję dyrektora Domu Kultury w Szkodrze. W tym czasie występował na scenie szkoderskiej. Od 1982 pełnił funkcję dyrektora średniej szkoły artystycznej im. Prenkë Jakovy, a następnie przez trzy lata nauczyciela w szkole artystycznej Jordan Misja w Tiranie. W 1991 przeszedł na emeryturę. Publikował książki poświęcone muzyce ludowej okolic Szkodry, a także szkice biograficzne artystów pochodzących ze Szkodry.

## Publikacje
- 1997: Në Shkodër të gjithë këndojnë... : hyrje në tempullin e këngës shkodrane
- 2002: Mirënjohje : ngjarje nga jeta e artistëve tanë
- 2011: Si e njoha Mirditën : kujtime (Wspomnienia)
- 2012: Rrënjë dashurie : shkodranët për Kosovën : vështrim në histori, arsim, kulturë dhe arte
- 2015: Përtej mjegullës ka dritë